# 诺伊绍
诺伊绍是德国下萨克森州的一个市镇。总面积14.47平方公里，总人口1185人，其中男性588人，女性597人（2011年12月31日），人口密度82人/平方公里。